# Siats
Siats (лат.) — вымерший род крупных тероподных динозавров из семейства Neovenatoridae, ископаемые остатки которых известны из отложений формации Сидар-Маунтин, Юта, возрастом 98,4 млн лет. Род включает в себя единственный вид — Siats meekerorum. Siats — самый первый американский неовенаторид, также являющийся самым ранним членом надсемейства Allosauroidea на континенте. Первоначально его классифицировали как Megaraptora — кладу крупных тероподных динозавров с неподтверждённым родством. Род является плодом конвергентной эволюции, сочетая в себе черты неовенаторид и тираннозавров. Являлся высшим хищником в своё время.